# Saint Marys
Il fiume Saint Marys è il principale immissario del lago Michigan-Huron, oltre ad essere un emissario del lago Superiore. Il corso d'acqua è lungo 120 km e forma un confine naturale tra gli Stati Uniti e il Canada.
Le città "gemelle" di Sault Ste. Marie, Ontario e Sault Ste. Marie, Michigan sono collegate attraverso il fiume St. Marys dal Sault Ste. Marie International Bridge. Le rapide di St. Marys si trovano proprio sotto l'uscita dal Lago Superiore e possono essere bypassate da grandi navi attraverso il manufatto del Soo Locks e il canale Sault Ste. Marie.
Due degli affluenti di questo fiume sono il Garden River e il Bar River. Tra gli altri affluenti canadesi vi sono Fort Creek, il Root River, il Piccolo Carp River,il Grande Carp River, il fiume Lower Echo, il Desbarats River e i due Tree River. Gli affluenti negli USA al St. Marys River sono il Gogomain River, il Munuscong River, il Little Munuscong River, il Charlotte River e il Waiska River.

## Economia
Il fiume è una voce importante dell'economia turistica della regione, grazie alla pescosità delle sue acque, che ha dato impulso alla pesca sportiva.